# Бингялис, Витаустас Юлиено
Витаустас Юлиено Бингялис (род. 16 марта 1941, Каунас) — советский литовский боксёр, выступавший в полутяжёлой и тяжёлой весовых категориях, спортивный судья. Мастер спорта СССР международного класса. Победитель (1972), серебряный (1966) и трёхкратный бронзовый (1968, 1971 и 1975) призёр чемпионатов СССР по боксу, бронзовый призёр Спартакиады народов СССР (1975).